# Ikulimbaang
Das Ikulimbaang oder Ikuri banga ist ein Messer der Kuba-Föderation auf dem Gebiet der heutigen Demokratischen Republik Kongo. Es wurde als Zeremonialwaffe sowie von Frauen als Utensil in afrikanischen Tänzen verwendet. Es ist eine Variante des Ikul.

## Beschreibung
Das Ikulimbaang hat eine blattförmige Klinge. Die Klingen sind vielfach mit einer oder mehreren kreisförmigen Einlagen aus Kupfer oder Messing mit Durchbrechungen verziert. Es gibt auch Ikulimbaangs, die vollständig aus Kupfer bestehen. Das Griffstück hat einen breiten kronenförmigen Knauf und ist oft mit Kupfer verkleidet. Die Hauptvarianten sind: „Ikulintey“, „Ikulimbaang“ und „Ikulikal“. Ebenfalls nah verwandt ist das Ikul, welches je nach Größe als Schwert oder als Messer betrachtet wird.